# Pasuckuakohowog
Pasuckuakohowog é um jogo nativo norte-americano semelhante ao futebol.
Pasuckuakohowog que pode ser traduzido literalmente como "eles se reúnem para jogar bola com o pé." Há registros que mostram que ele foi jogado no século XVII. Mas muitos acreditam que ele foi jogado muito tempo antes. O jogo era jogado em praias com metas com cerca de 804,672 metros de largura com cerca de 1,6 km de distância. Até 500 pessoas jogavam o pasuckuakohowog, muitos jogos tinham até 1000 jogadores.
O pasuckuakohowog era um jogo perigoso e foi jogado quase como uma guerra. Os jogadores, muitas vezes tinham de sair devido a ossos quebrados e outros ferimentos graves. Os jogadores de pasuckuakohowog usavam ornamentos e pintura de guerra para disfarçar-se da retaliação após o jogo. O jogo que muitas vezes duravam horas e, às vezes, terminava somente no dia seguinte. Após cada partida, havia uma grande festa de celebração, incluindo ambas as equipes.
Por volta de 1620, navios europeus peregrinavam pela primeira vez nos portos de Massachusetts, na região da Nova Inglaterra, nos Estados Unidos. William Wood, escritor do livro New England's Prospect, coletou informações confiáveis e em primeira mão sobre a América Britânica para colonos em potencial. Assim, fez descrições do ambiente natural e da vida diária das tribos indígenas.
Os viajantes descobriram os indígenas nativos, os ninnimissinuok, jogando um jogo parecido com o que hoje chamamos de futebol, de nome Pasuckuakohowog. Praticado em especial pelas tribos Algonkin e Powhatan, os campos de jogo eram praias de 1,6 km de extensão, com gols de 800 metros de largura. Cerca de 500 a 1 mil pessoas jogavam o difícil jogo ao mesmo tempo.
Saber quem estava no seu time não era fácil, pois os “atletas” usavam disfarces, pintura no rosto e no corpo. Tinha sentido religioso similar ao Aqsaqtuk, mas nas culturas indígenas. Há relatos de que o esporte seria um jogo violento e que as pinturas no corpo eram para disfarçar as retaliações. Contudo, em 1634, quando Wood publicou seu livro, ressaltou que estava muito surpreso com a mansidão como tudo ocorria.
“Embora eles nunca joguem de maneira feroz, apesar da aparência, sempre tem o desejo de vencer. Se qualquer homem cair, o outro rirá de seu rival, mas este não buscará vingança. Não há brigas, nem narizes com sangue, rostos arranhados, olhos roxos, canelas feridas, nenhum membro ou costelas machucadas […] Mas o objetivo é ganhar. Eles colocam mercadorias em jogo. Quem vencer fica com tudo”.
O objetivo era avançar a bola sem usar as mãos e chutar a bola através do gol do outro time. Não existiam regras para minimizar o contato físico, daí a ideia de um jogo violento. Assim, acontecia de saírem feridos, com ossos quebrados ou com lesões graves, mas era algo comum e não proposital. O único equipamento real usado era a bola, normalmente feita de couro ou peles de animais bem enroladas. Jogavam com os pés descalços, além de grandes estacas, mas raramente as utilizavam para brigar.
Mas, o espírito esportivo já era notório naquela época, afinal, mesmo que as partidas durassem dias, sempre ao fim tinha uma celebração com um banquete magnífico para ambas as equipes. Assim, após seus jogos, tinha festa, dança e muita comida na praça, onde se divertiam noite afora. Portanto, desmistificando o Pasuckuakohowog, não tinha nenhuma intenção violenta, somente era uma Old School do futebol, sem grandes regras.